# Allgemeine Beeidigung von Gerichtsdolmetschern
Die allgemeine Beeidigung von Gerichtsdolmetschern ist in Deutschland eine wesentliche Voraussetzung dafür, dass Gerichtsdolmetscher in gerichtlichen oder behördlichen Verfahren tätig werden können. Ihre Tätigkeit ermöglicht, dass Verfahren mit Personen, die der Landessprache nicht mächtig sind, durchgeführt werden können, und dass diesen rechtliches Gehör gewährt wird.

## Einführung
Die Gerichtssprache ist nach dem Gerichtsverfassungsgesetz (GVG) deutsch (§ 184 S. 1). Wird unter Beteiligung von Personen verhandelt, die der deutschen Sprache nicht mächtig sind, so ist ein Dolmetscher zuzuziehen (§ 185 Abs. 1 S. 1). Zur Verständigung mit einer hör- oder sprachbehinderten Person kann das Gericht ferner unter den Voraussetzungen des § 186 eine Person als Dolmetscher hinzuziehen.
Der Dolmetscher hat einen Eid bzw. eine gleichstehende Bekräftigung dahin zu leisten, dass er treu und gewissenhaft übertragen werde (§ 189 Abs. 1). Absatz 2 dieses Paragraphen lautet:

„Ist der Dolmetscher für Übertragungen der betreffenden Art in einem Land nach den landesrechtlichen Vorschriften allgemein beeidigt, so genügt vor allen Gerichten des Bundes und der Länder die Berufung auf diesen Eid.“

In der Gerichtspraxis werden unter den freiberuflichen Dolmetschern in der Regel diejenigen Dolmetscher oder Übersetzer mit Aufträgen versehen, die eine solche allgemeine Beeidigung vorweisen können. Die Richtlinie 2006/123/EG über Dienstleistungen im Binnenmarkt des Europäischen Parlaments und des Rates vom 12. Dezember 2006, die von den Mitgliedsstaaten bis 2009 in nationales Recht umgesetzt werden musste, war Anlass zu einer Neufassung der landesrechtlichen Vorschriften über die Bestellung und Beeidigung von Dolmetschern. Die Richtlinie verlangt in Art. 9, dass die Aufnahme und die Ausübung einer Dienstleistungstätigkeit nur dann einer Genehmigungsregelung unterliegen dürfen, wenn bestimmte Bedingungen wie Diskriminierungsfreiheit, Rechtfertigung durch das Gemeinwohl und Erforderlichkeit gegeben sind. Neben der eigentlichen Rechtsmaterie, dem Gerichtsverfahrensrecht und dem europäischen Wettbewerbsrecht berühren die Normen über die Voraussetzung einer Beeidigung auch die Berufsfreiheit. Das Bundesverwaltungsgericht hat entschieden, dass die Regelung der allgemeinen Beeidigung von Dolmetschern und der Ermächtigung von Übersetzern die Berufsfreiheit im Sinne des Art. 12 GG berührt. Aufgrund des verfassungsrechtlichen Gesetzesvorbehalts muss die Regelung durch eine Rechtsnorm erfolgen; eine bloße Verwaltungsvorschrift ist nicht ausreichend.
Die positive Entscheidung über einen Antrag auf allgemeine Beeidigung ist an die Erfüllung folgender Voraussetzungen geknüpft:
- Persönliche Eignung (Nachweise durch Führungszeugnis, Bescheinigung über Nichteintragung in Schuldnerverzeichnis usw.), Bereitschaft, den Gerichten und Staatsanwaltschaften auf Anforderung kurzfristig zur Verfügung zu stehen.
- Fachliche Eignung. Der Nachweis der fachlichen Eignung ist je nach Bundesland unterschiedlich zu führen. Der Detaillierungsgrad der Anforderungen in den jeweiligen Gesetzen ist unterschiedlich, z. T. werden sie im Gesetz selbst, in anderen Ländern in einer Rechtsverordnung oder in Verwaltungsvorschriften konkretisiert.
- In einigen Ländern gibt es Voraussetzungen, die die Staatsangehörigkeit betreffen.

## Landesregelungen
- Baden-Württemberg setzt den Nachweis der Eignung als Verhandlungsdolmetscher durch eine staatliche Prüfung oder durch eine dieser gleichwertigen Prüfung voraus. Von der Voraussetzung der staatlichen oder gleichwertigen Prüfung kann abgesehen werden, wenn die Eignung auf andere Weise ausreichend nachgewiesen wird.
- Bayern verlangt, dass der Antragsteller die Prüfung nach den von dem Staatsministerium für Unterricht und Kultus erlassenen Vorschriften bestanden oder eine von dem Staatsministerium für Unterricht und Kultus als gleichwertig anerkannte Prüfung abgelegt hat. Das Staatsministerium für Unterricht und Kultus wird ermächtigt, durch Rechtsverordnung die Prüfung und die Anerkennung von Prüfungen für Dolmetscher und Übersetzer (Art. 3 Abs. 1 Buchst. d) zu regeln, insbesondere
  - 1. die Prüfungsarten,
  - 2. das Prüfungsverfahren, insbesondere die Prüfungsorgane, die Voraussetzungen für eine Bestellung zum Prüfer, die Zulassung zur Prüfung, die Prüfungsgegenstände, die Zahl und die Art der Prüfungsarbeiten, die Gliederung der Prüfung in einen schriftlichen und einen mündlichen Teil, die Bewertung der Prüfungsleistungen, die Zulassung von Hilfsmitteln bei der Prüfung, die Folgen von Verstößen gegen die Prüfungsbestimmungen und die Prüfungsvergünstigungen in besonderen Fällen,
  - 3. die teilweise Übertragung der Zuständigkeit zur Abhaltung der Prüfung auf Sprachenschulen und die Regelung der Vergütung in diesen Fällen,
  - 4. die Voraussetzungen, unter denen Prüfungen für Übersetzer und Dolmetscher, die außerhalb des Freistaates Bayern abgelegt worden sind, als gleichwertig anerkannt werden, sowie das Verfahren der Anerkennung, insbesondere auch die Einzelheiten des Vollzugs der Richtlinie 2005/36/EG wie Merkmale, Voraussetzungen, Inhalte, Bewertung, Verfahren und Zuständigkeiten hinsichtlich des Anpassungslehrgangs und der Eignungsprüfung.
- In Berlin wird für die fachliche Eignung vorausgesetzt, dass der Antragsteller
  - im Inland eine Prüfung für Dolmetscher eines staatlichen Prüfungsamts oder einer Hochschule oder
  - im Ausland eine von einer deutschen staatlichen Stelle als gleichwertig anerkannte Dolmetscherprüfung bestanden hat (§ 19 des Gesetzes zur Ausführung des Gerichtsverfassungsgesetzes).

Näheres regelt die Verordnung zur Regelung der Allgemeinbeeidigung von Dolmetschern und Ermächtigung von Übersetzern.
- In Brandenburg wird allgemein beeidigt, wer im Inland eine Prüfung für Dolmetscher eines staatlichen Prüfungsamtes oder einer Hochschule oder im Ausland eine von einer deutschen staatlichen Stelle als gleichwertig anerkannte Dolmetscherprüfung bestanden hat, und eine praktische Tätigkeit als Dolmetscher nachweist.
- Nach dem Hamburgischen Dolmetschergesetz besitzt die fachliche Eignung, „wer die deutsche Sprache und die Arbeitssprache in Aussprache, Grammatik, Rechtschreibung, Stil und juristischer Fachsprache beherrscht und in der Lage ist, mündliche und schriftliche Äußerungen in diesen Sprachen im Tätigkeitsbereich von Behörden und Gerichten sachlich richtig und unmissverständlich zu übertragen.“ Die Nachweise sind durch die erfolgreiche Teilnahme an einem Eignungsfeststellungsverfahren vor der Vorstellungskommission der zuständigen Behörde zu erbringen. Näheres ist in der Verordnung zur Ausführung des Hamburgischen Dolmetschergesetzes (Hamburgische Dolmetscherverordnung – HmbDolmVO) geregelt.[6]
- Gemäß § 2 Abs. 3 des Hessischen Dolmetscher- und Übersetzergesetzes[7] ist fachlich geeignet, „wer eine staatliche Dolmetscherprüfung im Inland bestanden, einen inländischen Hochschul- oder Fachhochschulabschluss im Bereich Dolmetschen oder eine als gleichwertig anerkannte ausländische Dolmetscherprüfung abgelegt hat. Ist keine Stelle vorhanden, vor der eine staatliche Dolmetscherprüfung abgelegt werden kann, so ist der Nachweis der fachlichen Eignung durch eine Bescheinigung des Landesschulamtes (§ 95 Abs. 1 Satz 1 des Hessischen Schulgesetzes in der jeweils geltenden Fassung) zu erbringen.“
- In Mecklenburg-Vorpommern muss die fachliche Eignung durch „aufgrund einer abgeschlossenen Ausbildung oder in sonstiger Weise nachgewiesen [werden]“ (§ 3 Nr. 4 des Gesetzes über die öffentliche Bestellung und allgemeine Beeidigung von Dolmetschern und Übersetzern (Dolmetschergesetz – DolmG M-V)). Näheres regeln Rechtsverordnungen[8] und Verwaltungsvorschriften.[9] Nach der Rechtsverordnung wird der Nachweis der fachlichen Eignung geführt durch
  - ein im Geltungsbereich des Grundgesetzes erlangtes Zeugnis über den erfolgreichen Abschluss des Dolmetscher- oder Übersetzerstudiums an einer Universität oder einer gleichgestellten Hochschule,
  - ein in dem durch Artikel 3 des Einigungsvertrages bezeichneten Gebiet erlangtes Zeugnis über den erfolgreichen Abschluss des Studiums als Diplomsprachmittler,
  - ein außerhalb des Geltungsbereichs des Grundgesetzes oder
  - ein im Geltungsbereich des in Artikel 3 des Einigungsvertrages bezeichneten Gebietes

erlangtes Zeugnis über einen Ausbildungsabschluss, sofern dieser von der Kultusministerin des Landes Mecklenburg-Vorpommern als gleichwertig im Sinne der Nummer 1 anerkannt ist. Der Anerkennung durch die Kultusministerin steht die Anerkennung durch die Kultusministerkonferenz der Länder gleich. Der Nachweis in sonstiger Weise kann durch Ablegung einer Prüfung beim Prüfungsamt für Dolmetscher und Übersetzer im Lehrerprüfungsamt Mecklenburg-Vorpommern erbracht werden.
- In Niedersachsen haben die Antragsteller ihre persönliche und fachliche Eignung durch Vorlage geeigneter Unterlagen nachzuweisen. Bei Antragstellern die bereits in einem anderen Bundesland aufgrund eines Gesetzes allgemein beeidigt, ermächtigt oder öffentlich bestellt sind, können die Nachweise der fachlichen Eignung durch die Vorlage einer Bescheinigung über das Bestehen ihrer allgemeine Beeidigung, Ermächtigung oder öffentliche Bestellung ersetzt werden. Gemäß § 23 Absatz 2 Niedersächsisches Justizgesetz erfordert die fachliche Eignung:

- - 1. Sprachkenntnisse, mit denen die Antragstellerin oder der Antragsteller:
    - a) praktisch alles, was sie oder er hört, liest oder mittels Gebärdensprache aufnimmt, mühelos verstehen kann,
    - b) sich spontan, sehr flüssig und genau ausdrücken kann und
    - c) auch bei komplexeren Sachverhalten feinere Bedeutungsnuancen deutlich machen kann
    - und zwar sowohl in der deutschen als auch in der fremden Sprache, sowie

- - 2. sichere Kenntnisse der deutschen Rechtssprache.[11]

Regelvoraussetzung ist damit die höchste Stufe der Sprachkompetenz -C 2- des Gemeinsamen Europäischen Referenzrahmens für Sprachen.
Die Nachweise der fachlichen Eignung können durch diese Unterlagen erbracht werden:
1. Sprachkompetenz: Der Nachweis ist durch ein erfolgreich abgeschlossenes Hochschul-, Fachhochschulstudium, oder eine IHK-, staatliche oder staatlich anerkannte Prüfung zu erbringen. Zum Nachweis, dass eine abgelegte Prüfung den Anforderungen entspricht, soll sich das erreichte Sprachniveau aus dem Prüfungszeugnis oder einem von der prüfenden Stelle ausgestellten Begleitdokument ergeben. Dies gilt sowohl für die Fremd-, als auch für die Muttersprache,
2. Kenntnisse der juristischen Fachsprache: Fundierte Kenntnisse der deutschen Rechtssprache sind durch Vorlage qualifizierter Zeugnisse oder Bescheinigungen aus der Berufsausbildung oder über den erfolgreichen Abschluss einer gesonderten Prüfung nachzuweisen,
3. Sprachmittlerische Kompetenz: die über die Sprachkenntnisse vorzulegenden Unterlagen sollen auch eine Beurteilung von sprachmittlerischen Kenntnissen und Fähigkeiten ermöglichen. Sofern sich die sprachmittlerischen Fähigkeiten nicht unmittelbar aus dem Prüfungszeugnis ergeben, bedarf es weiterer Bescheinigungen über eine zufriedenstellende Tätigkeit als Dolmetscher und/oder Übersetzer.

- In Nordrhein-Westfalen erfordert die fachliche Eignung
  - 1. Sprachkenntnisse, mit denen die Antragstellerin oder der Antragsteller in der Regel praktisch alles, was sie oder er hört oder liest, mühelos verstehen, sich spontan, sehr flüssig und genau ausdrücken und auch bei komplexeren Sachverhalten feinere Bedeutungsnuancen deutlich machen kann, sowohl in der deutschen als auch in der fremden Sprache, und
  - 2. sichere Kenntnisse der deutschen Rechtssprache.[12]

Die Antragsteller haben die persönliche und fachliche Eignung durch Vorlage geeigneter Unterlagen nachzuweisen. Die über die Sprachkenntnisse vorzulegenden Unterlagen sollen auch eine Beurteilung von sprachmittlerischen Kenntnissen und Fähigkeiten ermöglichen. Eine Besonderheit ist in § 36 des Justizgesetzes Nordrhein-Westfalen geregelt: „Die Übersetzerermächtigung und das Recht, sich auf die allgemeine Beeidigung zu berufen, sind auf höchstens fünf Jahre befristet zu erteilen. Eine Verlängerung um jeweils bis zu fünf Jahre ist unter den Voraussetzungen des § 35 zulässig.“
- Rheinland-Pfalz verlangt eine Sprachkompetenz entsprechend der Stufe C 2 des Gemeinsamen europäischen Referenzrahmens für Sprachen des Europarates in der deutschen und der fremden Sprache. Hiernach muss die antragstellende Person praktisch alles, was sie hört oder liest mühelos verstehen, Informationen aus verschiedenen schriftlichen und mündlichen Quellen zusammenfassen und dabei Begründungen und Erklärungen in einer zusammenhängenden Darstellung wiedergeben können; zudem muss sie sich spontan, sehr flüssig und genau ausdrücken und auch bei komplexeren Sachverhalten feinere Bedeutungsnuancen deutlich machen können. Darüber hinaus sind Kenntnisse der deutschen Rechtssprache erforderlich.
- Im Saarland ist gemäß § 6 Abs. 3 S. 1 Nr. 4 die (fachliche) „Eignung durch eine staatliche oder staatlich anerkannte Prüfung“ nachzuweisen. Gem. Satz 2 kann von dieser Voraussetzung abgesehen werden, „wenn die Eignung auf andere Weise ausreichend nachgewiesen wird.“ Für im Ausland erworbene Berufsqualifikationen gilt das Berufsqualifikationsfeststellungsgesetz Saarland (§ 6a).
- In Sachsen verlangt § 2 Abs. 1 Nr. 4 des Sächsischen Dolmetschergesetzes den Nachweis der fachlichen Eignung. § 11 des Gesetzes ermächtigt das Staatsministerium für Kultus, im Einvernehmen mit dem Staatsministerium der Justiz durch Rechtsverordnung die Prüfung und die Anerkennung von Prüfungen für Dolmetscher und Übersetzer zu regeln. Dies ist in der Sächsischen Dolmetscherverordnung – SächsDolmVO geschehen. Der Nachweis ist geführt durch
  - 1. ein von einer in Anlage 3 genannten Prüfungsbehörde ausgestelltes Zeugnis über das Bestehen der staatlichen Prüfung für Dolmetscher,
  - 2. ein in der Bundesrepublik Deutschland erworbenes Zeugnis über den erfolgreichen Abschluss eines Hochschulstudiums als Dolmetscher mit einer Regelstudienzeit von mindestens 7 Semestern,
  - 3. ein aufgrund des vor dem 3. Oktober 1990 in dem in Artikel 3 des Einigungsvertrages genannten Gebiet geltenden Rechts erworbenes Zeugnis über den erfolgreichen Abschluss eines Hochschulstudiums als Diplom-Sprachmittler oder Diplom-Dolmetscher oder über den erfolgreichen Abschluss eines Fachschulstudiums als Sprachmittler oder Dolmetscher,
  - 4. ein außerhalb der Bundesrepublik Deutschland erworbenes Zeugnis über den erfolgreichen Abschluss eines sprachbezogenen Hochschulstudiums, sofern das Staatsministerium für Wissenschaft und Kunst diesen als gleichwertig mit den Abschlüssen nach den Nummern 2 oder 3 anerkannt hat oder
  - 5. einen Bescheid über die Zuerkennung der fachlichen Eignung ohne Prüfung gemäß § 11 Abs. 2 Satz 2 Nr. 4 SächsDolmG.[14]
- Nach dem Recht des Landes Sachsen-Anhalt ist die fachliche Eignung Voraussetzung für die Beeidigung. Dem Antrag sind die für den Nachweis der fachlichen Eignung und Zuverlässigkeit erforderlichen Unterlagen und Nachweise beizufügen.[15] Die fachliche Eignung hat, wer
  - im Geltungsbereich des Grundgesetzes über den Abschluss eines einschlägigen akkreditierten Studienganges an einer Hochschule als Übersetzerin oder Übersetzer, Dolmetscherin oder Dolmetscher, über einen mit Buchstabe a vergleichbaren Abschluss an einer Hochschule oder über eine staatliche Prüfung als Übersetzerin oder Übersetzer, Dolmetscherin oder Dolmetscher verfügt oder
  - außerhalb des Geltungsbereiches des Grundgesetzes über den Abschluss eines Studienganges oder über eine bestandene staatliche Prüfung als Übersetzerin oder Übersetzer, Dolmetscherin oder Dolmetscher verfügt, der oder die gleichwertig ist.

Näheres regelt eine Rechtsverordnung des für das allgemeinbildende und berufsbildende Schulwesen zuständige Ministeriums.
- In Schleswig-Holstein wird für die fachliche Eignung verlangt:
  - Ausreichende Sprachkenntnisse, die durch eine staatlich anerkannte Dolmetscher- oder Übersetzerprüfung oder eine vergleichbare Eignung nachzuweisen sind. Die Sprachkenntnisse setzen insbesondere voraus, dass der Antragsteller sich klar, strukturiert und ausführlich zu komplexen Sachverhalten äußern kann.
  - Sichere Kenntnisse der deutschen Rechtssprache.

Die fachliche Eignung ist durch Vorlage geeigneter Unterlagen nachzuweisen. Der Nachweis kann auch durch eine mindestens fünfjährige unbeanstandete berufsmäßige Tätigkeit als Sprachmittlerin oder Sprachmittler erbracht werden.
- In Thüringen ist die fachliche Eignung nachzuweisen durch
  - ein Zeugnis über den erfolgreichen Abschluss des Dolmetscher- oder Übersetzerstudiums an einer Hochschule oder
  - ein Zeugnis über eine bestandene staatliche oder staatlich anerkannte Dolmetscher- oder Übersetzerprüfung.

## Tabellarische Übersicht
Grundlagen sind die jeweiligen Ausführungsgesetze zum GVG oder eigene Dolmetschergesetze. In Nordrhein-Westfalen sind die Vorschriften in das Justizgesetz integriert. In Bremen gibt es noch keine gesetzliche Regelung.
| Bundesland             | Gesetz | Zuständige Behörde                                          |
| ---------------------- | --- | ----------------------------------------------------------- |
| Baden-Württemberg      | Gesetz zur Ausführung des Gerichtsverfassungsgesetzes und von Verfahrensgesetzen der ordentlichen Gerichtsbarkeit (AGGVG)                                                                  | Präsident des Landgerichts                                  |
| Bayern                 | Gesetz über die öffentliche Bestellung und allgemeine Beeidigung von Dolmetschern und Übersetzern (Dolmetschergesetz - DolmG)                                                              | Präsident des Landgerichts                                  |
| Berlin                 | Gesetz zur Neuregelung der Allgemeinbeeidigung von Dolmetschern und Ermächtigung von Übersetzern                                                                                           | Präsident des Landgerichts                                  |
| Brandenburg            | Brandenburgisches Dolmetschergesetz | Präsident des Landgerichts                                  |
| Bremen                 | |                                                             |
| Hamburg                | Gesetz über die öffentliche Bestellung und allgemeine Vereidigung von Dolmetscherinnen und Übersetzerinnen sowie Dolmetschern und Übersetzern (Hamburgisches Dolmetschergesetz - HmbDolmG) | Behörde für Inneres und Sport                               |
| Hessen                 | Hessisches Dolmetscher- und Übersetzergesetz | Präsident des Landgerichts                                  |
| Mecklenburg-Vorpommern | Gesetz über die öffentliche Bestellung und allgemeine Beeidigung von Dolmetschern und Übersetzern (Dolmetschergesetz -DolmG M-V)                                                           | Präsident des Oberlandesgerichts                            |
| Niedersachsen          | Niedersächsisches Justizgesetz | Landgericht Hannover                                        |
| Nordrhein-Westfalen    | Justizgesetz Nordrhein-Westfalen | Präsident des Oberlandesgerichts                            |
| Rheinland-Pfalz        | Landesgesetz über Dolmetscherinnen und Dolmetscher und Übersetzerinnen und Übersetzer in der Justiz (LDÜJG)                                                                                | Präsident des Oberlandesgerichts                            |
| Saarland               | Saarländisches Ausführungsgesetz zum Gerichtsverfassungsgesetz | Präsident des Landgerichts                                  |
| Sachsen                | Sächsisches Dolmetschergesetz | Präsident des Oberlandesgerichts Dresden                    |
| Sachsen-Anhalt         | Dolmetschergesetz des Landes Sachsen-Anhalt | Präsident des Landgerichts                                  |
| Schleswig-Holstein     | Landesjustizgesetz – LJG | Präsident des Oberlandesgerichts/Präsident des Landgerichts |
| Thüringen              | Thüringer Gesetz zur Ausführung des Gerichtsverfassungsgesetzes (ThürAGGVG) | Präsident des Landgerichts                                  |

## Verzeichnis der allgemein beeidigten Dolmetscher
Mit der Dolmetscher- und Übersetzerdatenbank haben die Landesjustizverwaltungen eine Plattform zur Information über die in den einzelnen Ländern der Bundesrepublik Deutschland allgemein beeidigten, öffentlich bestellten bzw. allgemein ermächtigten Dolmetscher und Übersetzer geschaffen.
Nach ihrer Beeidigung werden die Dolmetscher von den zuständigen Landesbehörden in die Datenbank eingetragen. Man kann dort u. a. nach Dolmetschern für bestimmte Sprachen suchen und nähere Angaben durch Verlinkung auf deren Websites erhalten. Die Datenbank dient der Schaffung von Transparenz. Dieses Verzeichnis wird im Justizportal des Bundes und der Länder veröffentlicht. Nach einer Allgemeinen Verfügung des Ministeriums der Justiz des Landes Nordrhein-Westfalen müssen die dortigen Gerichte und Staatsanwaltschaften bei der Auswahl von Dolmetschern und Übersetzern grundsätzlich auf dieses Verzeichnis Zugriff nehmen.

## Rechtsnatur der allgemeinen Beeidigung
Die allgemeine Beeidigung ist ein begünstigender (feststellender) Verwaltungsakt, auf den das Verwaltungsverfahrensgesetz anwendbar ist, kein Justizverwaltungsakt nach §§ 23 ff. Einführungsgesetz zum Gerichtsverfassungsgesetz (EGGVG). Das Bundesverwaltungsgericht hat hierzu ausgeführt:

„Der Entgegennahme des Eides liegt daher stets die – zwar nicht ausdrückliche, wohl aber sinngemäße – Feststellung zugrunde, dass diese Anforderungen in der Person des oder der Beeidigten erfüllt sind. Auch die der Beeidigung nachfolgende Aufnahme der beeidigten Person in das Verzeichnis der allgemein beeidigten Dolmetscherinnen und Dolmetscher bringt nicht nur die Tatsache der Beeidigung, sondern zugleich auch – wenn nicht sogar in erster Linie – die behördliche Feststellung zum Ausdruck, dass diese Person in der Lage ist, die ihr zugedachten Aufgaben zuverlässig und sachgerecht wahrzunehmen und infolgedessen den Gerichten und Notariaten hierfür allgemein zur Verfügung steht. Mit der Beeidigung wird also nicht wesentlich anders als mit der öffentlichen Bestellung von Sachverständigen nach § 36 Abs. 1 Satz 1 GewO (dazu Urteile vom 6. November 1959 - BVerwG 1 C 204.58 - Buchholz 451.20 § 36 GewO Nr. 2 S. 8 und vom 26. Juni 1990 - BVerwG 1 C 10.88 - Buchholz 451.20 § 36 GewO Nr. 9 S. 2) der beeidigten Person eine besondere Qualifikation zuerkannt. Ähnlich wie die öffentliche Bestellung enthält die allgemeine Beeidigung von Dolmetschern die Feststellung der persönlichen Zuverlässigkeit und fachlichen Eignung und damit die Anerkennung einer besonderen Befähigung.“

## Vorübergehende Dienstleistungen
Dolmetscher und Übersetzer, die in einem anderen Mitgliedstaat der Europäischen Union oder in einem anderen Vertragsstaat des Abkommens über den Europäischen Wirtschaftsraum zur Ausübung einer Dolmetscher- oder vergleichbaren Tätigkeit rechtmäßig niedergelassen sind, dürfen diese Tätigkeit auf dem Gebiet des jeweiligen Landes mit denselben Rechten und Pflichten wie eine in das Verzeichnis der allgemein beeidigten Dolmetscher und ermächtigten Übersetzer eingetragene Person vorübergehend und gelegentlich ausüben (vorübergehende Dienstleistungen).

## Übergangsregelungen
Bei der Neufassung der gesetzlichen Bestimmungen war auch darüber zu entscheiden, ob Dolmetscher, die schon früher allgemein beeidigt worden waren, sich noch einmal einer Prüfung der fachlichen und/oder persönlichen Eignung unterziehen mussten. Dies wurde in den Ländern unterschiedlich geregelt:
- Eine vollständige Besitzstandswahrung regelt § 11 des hessischen Gesetzes: „Zum Zeitpunkt des Inkrafttretens dieses Gesetzes bereits bestehende allgemeine Beeidigungen und Ermächtigungen gelten als allgemeine Beeidigungen und Ermächtigungen im Sinne dieses Gesetzes und bleiben in dem erteilten Umfang bestehen.“ Eine vergleichbare Regelung enthalten § 11 Abs. 1 DolmG M-V und § 27. S. 1 ThürAGGVG, § 11 Hamburgisches Dolmetschergesetz – HmbDolmG, § 10 des rheinland-pfälzischen LDÜJG, § 14 SächsDolmG, § 12 DolmG LSA, § 10 Justizdolmetschergesetz – JustizDolmG des Landes Schleswig-Holstein.
- In § 29 Satz 3 des Berliner AGGVG wurde im Rahmen einer Übergangsregelung bestimmt: „Eine erneute Überprüfung der fachlichen Eignung findet nicht statt.“ Vergleichbar ist § 8 Abs. 1 Brandenburgisches Dolmetschergesetz (BbgDolmG).
- In Baden-Württemberg gilt Folgendes: Die Wirkung einer vor Inkrafttreten dieses Gesetzes erfolgten allgemeinen Beeidigung als Verhandlungsdolmetscher und Bestellung als Urkundenübersetzer bleibt für die Dauer von fünf Jahren in ihrem bisherigen Umfang aufrechterhalten (§ 46 AGGVG). In Nordrhein-Westfalen wurde geregelt: Ermächtigungen von Übersetzern und Rechte, sich auf die allgemeine Beeidigung zu berufen, die vor dem Inkrafttreten dieses Gesetzes erteilt worden sind, gelten in ihrem jeweiligen Bestand fort, erlöschen aber spätestens mit dem Ablauf des 31. Dezember 2010.[22][23]  Nach § 31 Niedersächsisches Justizgesetz sind alle allgemeinen Beeidigungen von Dolmetschern, die vor dem 1. Januar 2011 vorgenommen worden sind, mit Ablauf des 31. Dezember 2015 erloschen. Diese Länder verlangen, dass Dolmetscher, die weiterhin als allgemein beeidigt vor Gericht arbeiten wollen, einen erneuten Qualifikationsnachweis vorlegen, ggf. eine erneute Prüfung ablegen müssen, auch wenn sie bereits jahrzehntelang ohne Beanstandungen tätig waren. Ob dies dem deutschen und unionsrechtlichen Gebot der Erforderlichkeit entspricht, ist bisher noch nicht gerichtlich entschieden worden.